# Ключево (Шамотульський повіт)
Ключево (пол. Kluczewo) — село в Польщі, у гміні Остроруґ Шамотульського повіту Великопольського воєводства.
Населення — 382 особи (2011).
У 1975-1998 роках село належало до Познанського воєводства.

## Демографія
Демографічна структура станом на 31 березня 2011 року:
|          | Загалом | Допрацездатний вік | Працездатний вік | Постпрацездатний вік |
| -------- | ------- | ------------------ | ---------------- | -------------------- |
| Чоловіки | 193     | 41                 | 141              | 11                   |
| Жінки    | 189     | 36                 | 111              | 42                   |
| Разом    | 382     | 77                 | 252              | 53                   |